# NGC 6781
NGC 6781 هي مجرة تتبع كوكبة العقاب. اكتشفها ويليام هيرشل في 30 يوليو 1788.

## روابط خارجية
- NGC 6781 على موقع ويكي سكاي: DSS2, SDSS, GALEX, IRAS, Hydrogen α, X-Ray, Astrophoto, Sky Map, Articles and images